# 盧科維特市鎮
43°10′N 24°10′E / 43.167°N 24.167°E
盧科維特市，是保加利亞的城鎮，位於該國中部，由洛維奇州負責管轄，首府設於盧科維特，面積454.22平方公里，2009年人口19,469，人口密度每平方公里42.86人。